# Bundesstraße 320
De Bundesstraße 320 (kort: B320) is een bundesstraße in de Duitse deelstaat Brandenburg.
De weg begint bij Guben en loopt via Lieberuse naar Märkische Heide. De weg is 51 kilometer lang.

## Routebeschrijving
Hij begint in Guben aan de Oder-Neiße bij de Duits-Poolse grens. Vervolgens kruist de weg bij afrit Guben-Mitte de B112. De weg loopt verder via Schenkendöbern, Pinnow en Lieberose waar ze een samenloop kent met de Bundesstraße 168. De B320 eindigt in Märkische Heide op een kruising met de B87 en de B320 gaat naadloos over in de B179 naar Königs Wusterhausen.
B1 · B2 · B4 · B5 · B75 · B76 · B77 · B87 · B96 · B96a · B96b · B97 · B101 · B102 · B103 · B104 · B105 · B106 · B107 · B108 · B109 · B110 · B111 · B112 · B112n · B113 · B115 · B122 · B156 · B158 · B166 · B167 · B168 · B169 · B179 · B182 · B183 · B187 · B188 · B189 · B190n · B191 · B192 · B193 · B194 · B195 · B196 · B197 · B198 · B199 · B200 · B201 · B202 · B203 · B204 · B205 · B206 · B207 · B208 · B209 · B246 · B320 · B321 · B404 · B430 · B431 · B432 · B434 · B435 · B495 · B501 · B502 · B503